# アールネ・ブリック

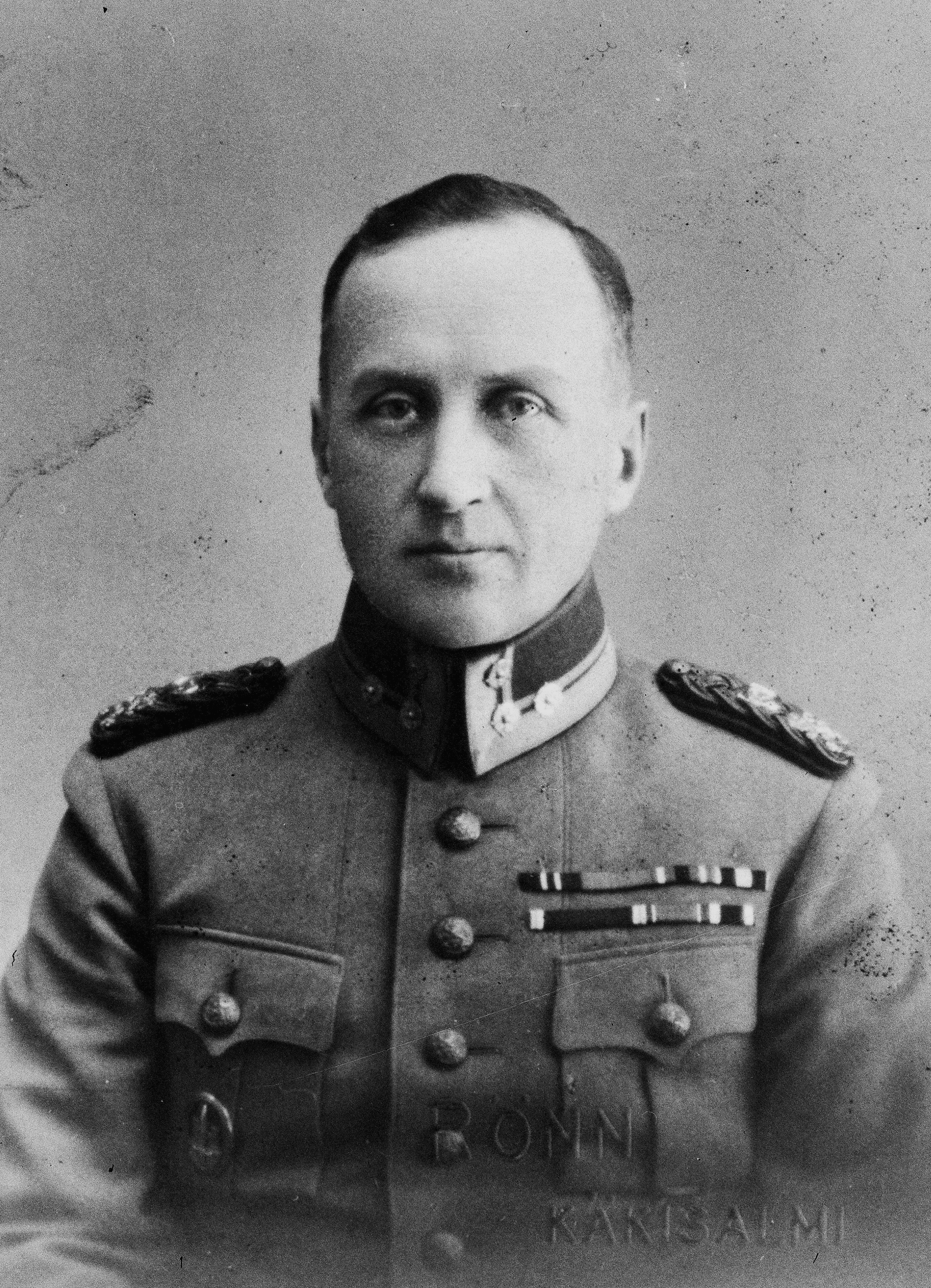
アールネ・ブリック

アールネ・ブリック（Aarne Blick, 1894年2月3日 - 1964年2月15日）は、フィンランドの軍人。中将。
冬戦争時、ブリック戦闘群と第26歩兵連隊を指揮。1939年に第7師団長となり、1940年にはチアパル防衛区司令官を兼任。有能な指揮官と見られ、常に困難な戦線に回され、第21師団長、第3師団長を歴任した。1940年から1941年、イテ・サヴァ軍管区司令官。
独ソ戦勃発後、1941年から1942年まで第2師団を指揮した。1942年に第6軍団長に任命され、レンナルト・オシュ将軍のオロネツ集団の元でラドガ・オネシュ地峡で戦った。
1944年、フィンランドが連合国側に移った後、第2師団長に任命された。